# Máximo (prefeito do Egito)
Máximo (em latim: Maximus) foi um oficial romano do século IV, ativo durante o reinado do imperador Constâncio II (r. 337–361). Era nativo de Niceia, na Bitínia, e pouco se sabe sobre sua carreira, exceto que exerceu a função de prefeito do Egito de 355, em substituição de Sebastiano (353–354), até 356, quando foi substituído em junho por Catafrônio. Em 6 de janeiro de 356, o duque Siriano entrou em Alexandria e por 11 de fevereiro a igreja alexandrina emitiu uma carta para protestar com ele.